# Baltimore Colts 1956
La stagione 1956 dei Baltimore Colts è stata la quarta della franchigia nella National Football League. Sotto la direzione del capo-allenatore al terzo anno Weeb Ewbank, la squadra vinse cinque partite come l'anno precedente, terminando al quarto posto della Western Conference.

## Calendario
| Stagione regolare |              |                        |                    |                    |                               |                    |
| Turno             | Data         | Avversario             | Risultato          | Record             | Stadio                        | Pubblico           |
| 1                 | 30 settembre | Chicago Bears          | V 28–21            | 1–0                | Memorial Stadium              | 45,221             |
| 2                 | 6 ottobre    | Detroit Lions          | S 14–31            | 1–1                | Memorial Stadium              | 42,622             |
| 3                 | 14 ottobre   | at Green Bay Packers   | S 33–38            | 1–2                | Milwaukee County Stadium      | 24,214             |
| 4                 | 21 ottobre   | at Chicago Bears       | S 27–58            | 1–3                | Wrigley Field                 | 48,364             |
| 5                 | 28 ottobre   | Green Bay Packers      | V 28–21            | 2–3                | Memorial Stadium              | 40,086             |
| 6                 | 4 novembre   | Settimana di pausa     | Settimana di pausa | Settimana di pausa | Settimana di pausa            | Settimana di pausa |
| 7                 | 11 novembre  | at Cleveland Browns    | V 21–7             | 3–3                | Cleveland Stadium             | 42,404             |
| 8                 | 18 novembre  | at Detroit Lions       | S 3–27             | 3–4                | Briggs Stadium                | 55,788             |
| 9                 | 25 novembre  | Los Angeles Rams       | V 56–21            | 4–4                | Memorial Stadium              | 40,321             |
| 10                | 2 dicembre   | San Francisco 49ers    | S 17–20            | 4–5                | Memorial Stadium              | 37,227             |
| 11                | 9 dicembre   | at Los Angeles Rams    | S 7–31             | 4–6                | Los Angeles Memorial Coliseum | 51,037             |
| 12                | 16 dicembre  | at San Francisco 49ers | S 17–30            | 4–7                | Kezar Stadium                 | 43,791             |
| 13                | 23 dicembre  | Washington Redskins    | V 19–17            | 5–7                | Memorial Stadium              | 32,944             |

## Classifiche
| NFL Western Conference |   |   |   |      |      |     |     |     |
|                        | V | S | P | %    | CONF | PF  | PS  | STR |
| Chicago Bears          | 9 | 2 | 1 | .818 | 8–2  | 363 | 246 | V2  |
| Detroit Lions          | 9 | 3 | 0 | .750 | 8–2  | 300 | 188 | S1  |
| San Francisco 49ers    | 5 | 6 | 1 | .455 | 5–5  | 233 | 284 | V3  |
| Baltimore Colts        | 5 | 7 | 0 | .417 | 3–7  | 270 | 322 | V1  |
| Los Angeles Rams       | 4 | 8 | 0 | .333 | 3–7  | 291 | 307 | V2  |
| Green Bay Packers      | 4 | 8 | 0 | .333 | 3–7  | 264 | 342 | S2  |

Nota: I pareggi non venivano conteggiati ai fini della classifica fino al 1972.